# The Righteous Brothers
The Righteous Brothers je ime američkog pop dueta, kojeg su tvorili 
pjevači Bill Medley i Bobby Hatfield. Osobito su bili aktivni i popularni od 1962. do 1968., ponovno su se aktivirali 1974. – 2003., tada je umro Hatfield. Njihovi vrlo emotivni glasovi zvučali su tako blueserski da mnogi i danas misle da su oni bili crnački duet, međutim oni su bili bijelci rodonačelnici onog 
glazbenog stila kojeg danas zovemo blue-eyed soul.
Medley i Hatfield bili su izuzetno talentirani pjevači velikih glazbenih mogućnosti, 
Medley je imao dubok topli bas-baritone glas, dok je Hatfield mogao uvijek otpjevati visoke tonove svojim tenorom. 
Bill Medley i Bobby Hatfield počeli su pjevati u peteročlanom vokalnom sastavu iz 
Los Angelesa The Paramours, 1962. odlučili su se odvojiti i nazvati The Righteous Brothers

## Povijest dueta
The Righteous Brothers počeli su snimati za malu izdavačku kuću Moonglow 1963. godine, snimivši za njih 2 albuma na kojem su se našla i njihova prva dva relativno uspješna hita: Little Latin Lupe Lu i My Babe. Nihov prvi pravi veliki hit bio je singl You've Lost That Lovin' Feelin kojeg su snimili za kuću Philles Records 1965. godine. Tu pjesmu producirao je Phil Spector, i ona je bila jedan od 
njegovih prvih uradaka u kojem je oprobao svoju tehniku snimanja -  Zvučni zid (Wall 
of Sound).
To je ispala jedna od najuspješnijih pop pjesama svih vremena, po broju izvođenja 
na radio stanicama u AmericiPrateći vokal pjevala je tada još nepoznata Cher koja je radila kod Spectora. 
Nakon ovog uspjeha, Righteous Brothersi snimili su sa Spectorom još nekoliko 
uspješnica 1965., a to su bile; Just Once in My Life, Ebb Tide i Unchained Melody (izvorno je to bila B-strana ploče Hung on You). 
I pored uspjeha kojeg su postizali sa Spectorom, pjevači nisu mogli izdržati daljnju 
suradnju s njim, tako je njihov ugovor, koji je bio na Philles Records prodan 
drugoj diskografskoj kući Verve/MGM Records 1965.
Njihov sljedeći singl bio je 1966. (You're My) Soul and Inspiration pjesma napravljena potpuno u duhu Phil Spectora ( Bill Medley, koji je bio producent bio je u stanju u potpunosti imitirati Spectorov stil glazbene produkcije). Ova pjesma napisana od Cynthije Weil i Barry Manna i aranžirana od strane Jack Nitzschea, ubrzo je postala njihov drugi #1 američki hit, ali u Britaniji nije uspjela.  
Nakon 40 hitova, među kojima su bili He i Go Ahead And Cry, njihova popularnost počela je padati. Nakon toga razišli su se i prestali djelovati sedam godina.
Medley je snimio par pjesama kao solo pjevač, dok je drugi član dueta Bobby Hatfield pokušao vrlo kratko surađivati s pjevačem i bubnjarem Jimmy Walkerom (iz sastava The Knickerbockers), služeći se čak i imenom Righteous Brothersa, ali ni jedan ni drugi nisu napravili nekakav značajniji uspjeh. 1974., Medley i Hatfield okupili su 
se za nastup u showu Sonny & Cher Hour.
Od 1974. godine rade za diskografsku kuću Haven Records,koju su vodili Dennis 
Lambert i Brian Potter. Uspjeli su izdati hit Rock and Roll Heaven, koja se popeo 
na #3 Billboard Hot 100 liste popularnosti u Americi, u Britaniji i Europi je doživio fijasko. Kuriozum je da su taj hit izvodile brojne nesretne rano preminule rock zvijezde kao; Janis Joplin, Jimi Hendrix, Jim Morrison, Otis Redding, Jim Croce i Bobby Darin. 
Medley je uspio i kao solo pjevač 1984., uspio je izbaciti country hit Till Your 
Memory's Gone i I Still Do i 1987. godine pjesmu u duetu s Jennifer Warnes (I've 
Had) The Time of My Life, (soundtrack filma Dirty Dancing) koja je postala hit, 
dobila nagradu Grammy i Oscara. 
1990. godine, reizdan im je hit Unchained Melody koji je bio zvučna podloga uspješnog filma Ghost, pjesma je ponovno postala #1 za nove generacije slušaoca. 
Righteous Brothersi su uvršteni u Rock and Roll Hall of Fame 10. ožujka 2003.

### Smrt Bobbyja Hatfielda
Tenor dueta Bobby Hatfield pronađen je mrtav u hotelskoj sobi u mjestu Kalamazoo, Michigan 5. studenog, 2003., pola sata prije predviđenog nastupa na Sveučilištu Zapadni Michigan. Smrt je pripisana uzimanju kokaina i zatajenju srca.

### Diskografija

#### Američke i britanske singl ploče
- 1963.: Little Latin Lupe Lu - #49 SAD
- 1963: My Babe - #75 SAD (reizdanje 1965  #101 SAD)
- 1964.: You've Lost That Lovin' Feelin - #1 SAD, #1 UK
- 1965.: Bring Your Love to Me - # 83 SAD / Fannie Mae - #117 SAD
- 1965: Just Once in My Life - #9 SAD
- 1965: You Can Have Her - #67 SAD
- 1965: Justine - #85 SAD
- 1965: Unchained Melody - #4 SAD, #14 UK / Hung on You - #47 SAD
- 1965: Ebb Tide - #5 SAD, #48 UK
- 1966.: Georgia On My Mind - #62 SAD
- 1966: (You're My) Soul and Inspiration" - #1 SAD (Zlatna ploča), #15 UK
- 1966: He - #18 SAD / He Will Break Your Heart He Don't Love You (Like I Love You) - #91 SAD
- 1966: Go Ahead and Cry - #30 SAD
- 1966: On This Side of Goodbye - #47 SAD
- 1966: White Cliffs of Dover - #21 UK
- 1967: Melancholy Music Man - #43 SAD
- 1967: Stranded in the Middle of No Place - #72 SAD
- 1969: You've Lost That Lovin' Feelin (reizdanje) - #10 UK
- 1974: Rock and Roll Heaven - #3 SAD, autor Alan O'Day
- 1974: Give It to the People - #20 SAD
- 1974: Dream On - #32 SAD
- 1977: You've Lost That Lovin' Feelin (reizdanje) - #42 UK
- 1990: Unchained Melody (reizdanje) - #13, a na Adult Contemporary #1 SAD, #1 UK
- 1990: Unchained Melody (novo izdanje za Curb Records) - #19 SAD (Platina)
- 1990: You've Lost That Lovin' Feelin / Ebb Tide (reizdanje) - #3 UK

## Vanjske poveznice
- Diskografija Righteous Brothers
- Članak o The Righteous Brothersima  Arhivirana inačica izvorne stranice od 27. rujna 2007. (Wayback Machine)